# Власина (висораван)
Власина је висораван на југоистоку Србије, близу границе са Бугарском.
Смештена је између планинских венаца Чемерника, на западу, и Плане (Грамаде) и Колуничког Рида, на истоку. Представља плитко удубљење издуженог облика, које је прилично заравњено флувијалном ерозијом реке Власине и њених притока у изворишном делу, те се као површ, на надморској висини 1160 – 1.460 m, може означити власинском висоравни. Пружа се у дужини (север – југ) 14 km, док је у ширини (исток – запад) пет до седам километара, на северу (Полом – Дојчиновци), односно три до четири километра на југу (извориште Власине – Шундина река).
Оивичавају је планине родопског система широких и заобљених врхова: Велики Чемерник 1.638 m, Кула 1.621 m, Вртоп 1.721 m, Колунички рид 1.598 m, Плоча 1.705 m и Панџин гроб 1.664 m. Поред равни где је некад била тресава Власинско блато, висораван чине и узвишења различитих облика и висине која су део планинских коса и хридова који се спуштају према реци Власини. На њима су се у венцу начичкали власинска села и засеоци.

## Речна мрежа
Између тих брегова, брда, била и брежуљака у речни систем Власине сливају се бројне реке: Млађеница, Браташница, Престојчева, Шундина, Симонова, Милованска, Мурина и Поломска река. До 1954. године уливале су се у тресаву Власинско блато, којом је меандрирала река Власина, од онда у Власинско језеро. С потапањем тресаве измењен је и слив Власине, а створен нови - језерски слив. Каналима, тунелима и цевоводима хиросистема „Врла“ вода језера је преусмерена и припојена сливу Врле реке, извршена је пиратерија. Пре стварања језера, Власина је текла средином тресаве, изградњом бране њен ток је пресечен узводно 10 km, док су низводно настале велике промене у режиму реке, али и у биљном и орнитолошком свету. Јер, поред окретања власинских вода у Врлу, системом покривених канала и тунела, захваћене су и друге реке са Чемерника и Плане (Чемерчица, Стрвна), на даљини и до 14 km, које су припадале сливу Власине, да би пуниле акумулацију. У воде језера доведена је посебним системом и вода из језера Лисина, из Егејског слива.

## Власинска насеља
Део власинске висоравни чине и власинска насеља. Историчари кажу да је у време Турака и по ослобођењу ових крајева, 1878. године, постојало велико насеље Власина са више заселака, чије је средиште било на Власина Риду, па је доцније дошло до померања становништва према својим имањима уз планинске обронке. Данас, поред Власине Рида, засеља су окупљена и око Власине Округлице и Власине Стојковићева. Она су разбијеног типа, смештена на планинским косама и у увалама, поред добрих извора и шумарака, и простиру се на висинама од 1.220 m, близу језера, до 1.480 m, испод Чемерника и Панџиног гроба. Засеока је после рата било преко осамдесет, док их је данас живо тек половина.
Највеће власинско село је Власина Рид, где је својевремено било и седиште општине Власина. Захвата бреговити појас између језера и Густе горе на Чемернику. Има велики број засеока, а главно је Рид, на коме је црква Светог Илије. Рид је наличио на варошицу са двема улицама, осмогодишњом школом, поштом, задружним домом, четири кафане и тргом. Испод Рида се, до изградње акумулације, прелазило дрвеним мостом за Власину Стојковићеви и даље према Божици и Бугарској. У међувремену изгубио је значај путне раскрснице, остао без поште, без школе (која се 2005. срушила), задружног дома (срушен 2004), кафана и – становништва. Остала је само црква са гробљем и у насељу неколико становника. Последњих година изграђено је доста викендица, па тако овај крај, као и сва Власина, оживи углавном лети. Риду припадају и Дојчиновци и Полом, насеља са одликама села. Најближи језеру су засеоци Луинци, Љотини, Метликати, а најдаље Гаџини, Чердарови, Величкови, Манџини, Сурлини и Соколови (1320 – 1.340m) уз чемерничке косе.
Засеоци Власине Округлице су у сливовима Градске реке, Врле и Шундине реке. Најниже су Иванови (1.100 m), а најдаље Димини и Цакини (1410 – 1.480 m). Округлица је данас административно седиште целе Власине, ту су и школа, амбуланта, пошта. Близу ње је полуварошица Промаја, на најважнијој власинској раскрсници, са свим потребним модерним објектима. Најмање власинско село је Власина Стојковићева, на источној страни језера, на путу за Клисуру и гранични прелаз са Бугарском - Стрезимировци. Њој гравитира десетак заселака у појасевима Милованске и Вучје реке, који су на надморским висинама 1240 – 1.360 m.

## Клима на висоравни
Власина је ветровита висораван на којој су најучесталији северозападни, западни и источни ветар; њихова се брзина креће од 1,8 до 3 m/s. Највише дувају у јануару, фебруару и марту, стварајући велике сметове, висине и до три метра. Просечна дебљина снежног покривача је 45 cm и он траје просечно 99 дана у години. Први настаје у новембру, а последњи у априлу, са екстремима у октобру, мају и јуну. И за време лета на Власини наступе нагле временске промене. Каткад се у дану смене три годишња доба. Најхладнији месеци су: јануар (-3,6°), фебруар (-2,6°), децембар (-0,7°) и март (0,2°), са максималном дебљином снежног покривача 97 cm. Падавинских дана годишње је просечно 55.
Лети су најтоплији месеци: јун (13,8°), јул (15,8°), август (16,1°) и септембар (12,3°). Највише ведрих дана је у августу (13), а најмања облачност у јулу, августу и септембру. Средње дневне температуре ваздуха више су од 15° најчешће од 21. јуна до 25. августа. Топлих дана, са температуром ваздуха од 25°, има 20 у години, када је купање у језеру пријатно.

## Букови настани
На климу Власинске висоравни утиче и распрострањеност букових шума. У прошлости их је било много више, и биле су ближе језеру, па су искрчене. Одржале су се у компактним појасевима на власинским планинама на надморским висинама 1400 – 1.500m. На подручју Власине Рида њихове највеће састојбине су у долини Перестојчеве реке, а најгушће на потезу заселака Јанчини – Манџини – Андријини, где чине локалитет Густа гора. Изнад Власине Округлице букове шуме су густе у изворишном делу Шундине и Симонове реке, са горњом границом распростирања 1.600m, испод Панџиног гроба.
По селима и засеоцима, на појединим локацијама, постоје букова стабла која су освештана и служе као записи у верским обредима. Нека су стара и 300 година. Многа од њих су посечена после Другог светског рата, када је промењен однос према вери и цркви, али је неколико таквих стабала остало у селима Дојчиновци, Полом и Милошеви. Запис у Полому има обим стабла 4,75m, висину 24,5m и ширину круне 26,5m, док у Дојчиновцима обим стабла сеоског записа износи 4,80m.

## Бреза и брезове шуме
Власинска висораван је позната по белим брезама или метликама, како је народ овде зове. Раније је брезе било само у атару засеока Метликари, изнад бране (Власина Рид), међутим последњих деценија бреза се засејала по целом власинском крају, али и шире – освојила је и црнотравска села с друге стране Чемерника и планину Острозуб.
У време постојања Власинског блата, Власина је била позната и по специфичној врсти врбе. Потапањем тресаве, остале су само оне на обалама реке низводно од бране, али, услед недостатка воде, постепено изумиру.

## Биље и траве
На Власини доминира травната биљна заједница са преко 1400 врста. На тресету и полутресету, у долини реке Власине и језерском приобаљу, расту: зуква, барски љутић, раставић, крупни маслачак, нана и шевар. На сувом и оцеднијем земљишту су ливадске траве: дивља детелина (жута и црвена), ситни маслачак, типац, мачја трава, кисељак, сунчац, зановет, ливадска орхидеја и друге.
Биљни свет ове висоравни богат је и заштићеним врстама: маљава бреза (Betula pubescens Ehrh), медвеђе грожће (Arctostaphylos uva-ursi L. Spleng), гороцвет (Adonis vernalis L.). У долини Браташнице, при увиру у језеро, распрострањена је росуља (Drosera rotundifolia L.), која је такође под заштитом државе. Поред боровнице, од биља које је под контролом коришћења и промета расте још и јагорчевина (Primula Veris Huds.), а од печурака: летњи и јесењи вргањ (Boletus edulis Bull. ex Fr), смрчци (рода Morchella), лисичарка (Cantharellus cibarius L. ex. Fr) и млечница (рода Lactarius). Има и хајдучке траве жуте цвасти (Achillea Clipealata), петровог крста, кантариона и др.

## Рударство
Власина је једно од најстаријих рударских места у Србији. О томе говоре сачувани трагови поткопа, испиралишта, печена земља и одлагалишта згуре, али и топоними: Самоков, Вигњиште, Шљака. У турском попису Врањског кадилука, 1570. године, Власина се среће као један од рударских центара у Иногошту. Забележено је да се на Власини вадила гвоздена руда и евидентирано девет вигњева (топионица), највише у овом крају, два у Мачкатици и један у Врлој Реци. Но, на Власинској висоравни, која је у то време представљала султански хас, забележено је још петнаест вигњева за које се каже да се налазе у спахијским и другим селима, не помињући их поименице.
Вигњеви су били примитивне пећи за топљење гвоздене руде помоћу дрвеног угља који је добијан од буковог дрвета у такозваним „жежницама“. Уз вигњеве су регистровани и самокови, ливнице у којима се гвожђе справљало у полуге. Самокови су били покретани снагом воде, па су и подизани у близини река, као и млинови и ваљавице. У то време долина Врле је, захваљујући рударству, била густо насељена, „налазила се кућа поред куће од данашње Сурдулице па све до Власине“ .
На основу пореза који је плаћан у акчама, израчунато је да је самоков на Власини у 1570. години испоручио 14.113 kg гвожђа од укупно 23 тоне, колико се добијало у целом Врањском кадилуку. Турски географ Хаџи-Калфа је један век касније записао да су у овом крају „познате гвоздене руде Власине”. Кад је о рударству реч, слична је ситуација и у Црној Трави и долини Власине, с тим што овај крај није припадао Иногошту и Врањском кадилуку. 
Рударство на Власини је замрло средином 19. века, јер су шуме од којих је справљан угаљ биле готово искрчене. Једино се још неко време, по ослобођењу од Турака, одржао рудник у Мрковој Пољани и самоков на Големој реци.
По турским пописима у 16. веку, Власина је једно од највећих дербенских насеља у Врањском кадилуку, граничило се са Знепољем, па је често долазило до спора са знепољским војницима око јајлака (пашњак) званог Плана (данас планина Плана – Грамада), те је зато у попису 1570. године уписана гранична линија између Власине и Знепоља, коју је потврдио и врањски кадија. Власина и Црна Трава су биле насеља на султановом мукату од којих је султанов назир (са седиштем у Скопљу) убирао приходе од рударства, стоке и сена, а у Црној Трави и од пастрмке за Аја Софију.